# 阿奇 (密蘇里州)
阿奇（英語：Archie）是位於美國密蘇里州卡斯縣的城市。

## 人口
根據2020年美國人口普查的數據，阿奇的面積為3.98平方千米，當中陸地面積為3.89平方千米，而水域面積為0.09平方千米。當地共有人口1268人，而人口密度為每平方千米319人。